# Gracie Gillam
Gracie Gillam, född 4 maj 1992 i Austin, är en amerikansk skådespelare.
Gillam har bland annat medverkat i TV-serien Z Nation (2017-2018). Hon har även medverkat i filmerna Teen Beach 2 från 2015 och Superhost från 2021.

## Filmografi (i urval)
- 2015: Teen Beach 2
- 2017–2018: Z Nation
- 2021: Superhost